# 中野振一郎
中野 振一郎（なかの しんいちろう、1964年3月20日 - ）は、日本のチェンバロ奏者。京都府出身。

## 略歴
京都府生まれ、名前は朝永振一郎に由来。1986年、桐朋学園大学音楽学部演奏学科（古楽器専攻）卒業。
1990年10ー11月の4回連続の独奏会「ヨーロッパ・チェンバロ音楽の旅」により大阪文化祭金賞等を受賞。翌年7月、フランス「ヴェルサイユ古楽フェスティバル」のクープラン・サイクル(9人のチェンバリストによる)に、ケネス・ギルバートやボブ・ファン・アスペレンらと出演。1992年6月、「バークレー古楽フェスティバル」に出演。1993年、ロンドン・ウィグモア・ホールでデビュー・リサイタルを開く。
1994年10ー12月、サイモン・スタンデイジとの二重奏を含む演奏会「チェンバロ三夜物語」を開く。1995年3ー10月に「日経リサイタルシリーズ / ワークショップ・オブ・ミュージック」に出演し、「柔軟・自由・ほどよい即興で自然体」（音楽評論家・中河原理＝1995年6月19日付朝日新聞夕刊より）、「さりげない素顔を見せるこの若い音楽家は、間違いなく、日本が世界に誇るべき名手である」（音楽評論家・岡本稔＝1995年10月20日付日本経済新聞夕刊より）と評された。1999年2月のドイツ公演では、コレギウム・ムジクム・テレマンを指揮。同年、東京、名古屋、大阪でバッハ『ゴルトベルク変奏曲』を演奏し、「各変奏が持つ世界を可能な限り忠実に描出しようとする真摯な姿勢には心を打たれる」「この基本的な解釈にさらなる年輪が刻まれるのを見守っていきたい」（音楽評論家・岡本稔＝1999年11月9日付日本経済新聞夕刊より）と評された。2003年5月、「バッハフェスティバル・ライプツィヒ」にて独奏及びコレギウム・ムジクム・テレマンと共演。
多数のソロ・アルバムをリリース。2000年の「ゴルトベルク変奏曲」ではヒストリカル・チェンバロとモダン・チェンバロによる演奏をあわせ収録。

## 主な受賞歴
- 1991年度 - 大阪文化祭賞・金賞、大阪市・咲くやこの花賞
- 1992年度 - 村松賞、関西芸術大賞・シルバー賞
- 1994年度 - 大阪文化祭賞・本賞
- 1995年度 - 大阪文化祭賞・本賞
- 1996年度 - 大阪文化祭賞・本賞
- 1996年度 - 文化庁芸術祭音楽部門・新人賞
- 2000年度 - レコードアカデミー賞 (録音部門・『ゴルトベルク変奏曲』)
- 2003年度 - 第22回京都府文化賞
- 2004年度 - 兵庫県芸術奨励賞
- 2004年度 - 文化庁芸術祭・大賞
- 2009年度 - レコードアカデミー賞 (音楽史部門・『パーセル作品集』)

## ディスコグラフィー
- イージー・ウィナーズ〜スコット・ジョプリン・オン・チェンバロ
- 優しい恋わずらい〜ヴェルサイユの音楽
- バッハ家の音楽帖
- ウイーンへの夢〜オペレッタ・オン・チェンバロ
- 中野振一郎 / 疾風怒濤
- J.S.バッハ・アルバム（レコード芸術：特選盤）
- スペイン・ポルトガルのチェンバロ音楽（レコード芸術：特選盤）
- ウィーン気質
- J.S.バッハアルバム2（レコード芸術：特選盤）
- F.クープラン&フォルクレ
- バロック誕生
- ゴルトベルク変奏曲（レコード芸術：特選盤 / レコードアカデミー賞録音賞）
- J.Sバッハ / チェンバロ協奏曲集
- 煙が目にしみる
- 調子の良い鍛冶屋〜チェンバロ名曲集（以上発売元：日本コロムビア）
- テレマン作品集(1) / 組曲“昔と今の諸国の人々”（発売元：ナミ・レコード）
- ラ フォリア〜イタリアの作曲家6人による〜（発売元：マイスター・ミュージック）
- J.S.バッハ以降のチェンバロ協奏曲（発売元：マイスター・ミュージック）
- ヘンデル：チェンバロ組曲〜調子の良い鍛冶屋〜（発売元：マイスター・ミュージック）
- ラ ヴィクトワール：ポンパドゥール侯爵夫人の音楽（発売元：マイスター・ミュージック）
- J.S.バッハ / フランス組曲」（レコード芸術：特選盤）（発売元：デンオン）
- C.P.E.バッハ作品集」（発売元：デンオン）
- D.スカルラッティ〜チェンバロソナタ集〜」（発売元：マイスター・ミュージック）
- 楽器の世界コレクション1 BLANCHET HARPSICHORD - ブランシェのチェンバロ